# HMS Reaper
La HMS Reaper (Pennant number D82) è stata una portaerei di scorta della Royal Navy britannica durante la seconda guerra mondiale. Impostata nei cantieri Seattle-Tacoma SB Corporation di Seattle il 5 giugno 1943, venne varata il 22 novembre successivo come USS Winjah (CVE-54), fu ceduta operativamente al Regno Unito in base al Lend-Lease Act. L'unità entrò in servizio come HMS Reaper il 18 febbraio 1944.

## Servizio
Dopo le prove in mare, l'unità venne trasferita ad Esquimalt per essere modificata nei cantieri della città canadese in base agli standard operativi britannici. Il 24 maggio, tornata in servizio, iniziò il viaggio di trasferimento per San Francisco, da dove salpò il 22 giugno per Panama. Passata nell'Atlantico, salpò da New York per il Regno Unito il 25 luglio seguente con il convoglio HX301 diretto sul Clyde, giungendo a destinazione il 5 agosto e imbarcando dopo dei brevi lavori degli aerei da trasportare a Gibilterra. Giunta a destinazione il 31 agosto e scaricati gli aerei, tornò in patria il 14 settembre con il convoglio MKF34. Venne quindi deciso di utilizzare l'unità per il trasporto di aerei nei teatri di guerra. Tra la fine di settembre ed il 25 ottobre trasportò un carico di aerei da Norfolk a Gibilterra, viaggiando con il convoglio UGF16. Tornata negli Stati Uniti, imbarcò quindi un nuovo carico di aerei composto da 36 Corsair dirigendosi questa volta a Belfast, dove giunse il 5 dicembre. Il 9 dicembre rimase danneggiata da una collisione con il mercantile SS Tegelburg sul Clyde. Durante le riparazioni, che durarono fino al 5 gennaio 1945 venne deciso il trasferimento dell'unità nel teatro del Pacifico. Il 20 gennaio attraversò il Canale di Panamá diretta a San Diego, dove giunse nove giorni dopo. Da febbraio ad aprile operò trasportando aerei dalle coste statunitensi alle zone di operazioni nei pressi del Giappone. In maggio, dopo la fine della guerra in Europa, venne deciso il ritorno dell'unità nel Regno Unito, dove giunse il 25 maggio dopo uno scalo a New York. Venne quindi sottoposta ad un ciclo di modernizzazione nei cantieri di Rosyth, venendo poi assegnata al 30º Squadrone portaerei della British Pacific Fleet, partendo quindi per raggiungere la Flotta in agosto. La Reaper rimase nel Pacifico fino al novembre 1945, venendo utilizzata anche per il trasporto tra Hong Kong e l'Australia di civili fatti prigionieri dalle truppe nipponiche durante il conflitto. Prima di tornare in patria visitò anche la Nuova Zelanda, giungendo quindi a destinazione il 29 marzo 1946 per essere radiata e permettere il recupero delle apparecchiature di bordo. In maggio tornò negli Stati Uniti, giungendo a Norfolk il 13 maggio e venendo riconsegnata ufficialmente alla US Navy il 20 maggio. L'8 luglio seguente venne cancellata anche dal Navy Registry (il registro delle navi militari statunitensi). Venduta alla Waterman Steamship Company di Mobile, Alabama il 12 febbraio 1947 come South Africa Star, servì come mercantile per quasi vent'anni, venendo infine rottamata in Giappone nel 1967.